# Zell (Bensheim)
Zell ist ein ca. 1000 Einwohner zählender Stadtteil von Bensheim im südhessischen Landkreis Bergstraße. Es liegt östlich von Bensheim im Meerbachtal und grenzt unmittelbar an Bensheim und im Nordosten an Gronau.

## Geschichte

### Von den Anfängen bis zum 18. Jahrhundert
Es ist davon auszugehen, dass Zell bereits 500 vor Christus von Kelten besiedelt war. Zu Beginn der Zeitrechnung wurden sie von den Germanen vertrieben. In den ersten Jahrhunderten nach Christus mussten sie vor den von Westen her eindringenden Römern weichen. Die Villa Rustica am nahe gelegenen Hemsberg und im Meerbachtal gefundene Gefäßscherben bezeugen dies. Um 500 besiedelten die Franken das Gebiet zwischen Rhein, Main und Neckar, das sie zur Königsbeute erklärten und in Gaue und Marken einteilten. Das Meerbachtal wurde damals offensichtlich der Mark Bensheim zugeordnet. Für diese These spricht die bis ins 19. Jahrhundert gehende gemeinsame Nutzung des Märkerwaldes und der Viehweide am Meerbach.
Die erste Erwähnung des Ortes stammt aus dem Jahr 805, als in der Grenzbeschreibung des Kirchspiels der  Kirche des Heiligen Petrus in Heppenheim durch Kaiser Karl den Großen Zell unter dem Namen Cilewardesdorsul genannt wurde. Eine erste Erwähnung im Lorscher Codex, einem Besitzverzeichnis des Reichsklosters Lorsch, findet Zell unter dem Namen Cella, mit der Bestätigung Kaiser Heinrich V. an den Abt Benno von Lorsch am  20. März 1113 in Worms über dessen Besitzungen. Gefördert durch viele weitere Schenkungen gehörte das Kloster Lorsch im 9.–12. Jahrhundert zu den größten und mächtigsten Benediktinerabteien Deutschlands.
Als nach dem Niedergang des Klosters, 1232 Kaiser Friedrich II. die Reichsabtei Lorsch dem Erzbistum Mainz und seinem Bischof Siegfried III. von Eppstein zur Reform überstellte, befand sich das Gebiet des späteren Amtes Schönberg, zu dem auch Zell gehörte, bereits im Besitz der Pfalzgrafen.
Im Jahr 1339 ist Zell als Lehen der Pfalzgrafen in erbachischen Besitz. Denn aus diesem Jahr stammt eine Urkunde in der Schenk Konrad von Erbach seine Ehefrau Kunigunde, geb. von Brugge, mit Willen seines Lehensherren Pfalzgraf Rudolf, mit einem Viertel der Burg Schönberg, zu der Gefälle in Schönberg, Elmshausen, Wilmshausen, Gronau, Zell und Reilenbach gehören, bewittumt.
Die Grafschaft Erbach, gehörte ab 1500 zum Fränkischen Reichskreis und die Schenken zu Erbach, wurden 1532 in den Reichsgrafenstand erhoben. Die Hohe Gerichtsbarkeit über den Ort wurde durch die Zent Heppenheim ausgeübt, deren oberster Richter der 1267 erstmals erwähnte Burggraf auf der Starkenburg (über Heppenheim) war. Die Niedere Gerichtsbarkeit wurde durch das Amt Schönberg im Namen der Erbacher Grafen ausgeübt.
1544 wurde in der Grafschaft Erbach die Reformation eingeführt. In kirchlicher Hinsicht gehörte Zell vor der Reformation zum Archidiakonat Stift St. Viktor vor Mainz des Bensheimer Landkapitels. Danach gehörte Zell zum Gronauer Kirchspiel, zu dem neben Zell das Schloss Schönberg und die Ortschaften Gronau, Schönberg, Wilmshausen und Elmshausen gehörten.
Während des Dreißigjährigen Kriegs (1618 bis 1648) teilte der Ort weitgehend das Schicksal Bensheims. So wurde er im Juli 1621 zusammen mit dem Schloss Schönberg erobert und geplündert. Am Ende des Krieges waren an der Bergstraße weite Gebiete außerhalb der befestigten Städte vollständig entvölkert. Bereits 50 Jahre nach Ende des Dreißigjährigen Krieges hat die Region erneut schwer unter Kriegsfolgen zu leiden, als Frankreich versuchte seine Grenzen nach Osten zu verschieben. Erst mit dem Frieden von Rijswijk 1697 zogen sich die Franzosen hinter den Rhein zurück.
Im Jahr 1717 kam es zur Teilung des Erbacher Grafenhauses und Schloss Schönberg wurde Sitz der jüngeren Linie Erbach-Schönberg unter Graf Georg August zu Erbach-Schönberg. Dieser erhielt die Ämter Schönberg und König und der Hälfte der Herrschaft Breuberg. Die Linie Erbach-Schönberg machte die Burg zu ihrem Wohnsitz, wodurch sie ihren heutigen Schlosscharakter erhielt.

### Vom 19. Jahrhundert bis heute

#### Zell wird hessisch
Das ausgehende 18. und beginnende 19. Jahrhundert brachte Europa weitreichende Änderungen. Infolge der Napoleonischen Kriege wurde das Heilige Römische Reich (Deutscher Nation) durch den Reichsdeputationshauptschluss von 1803 neu geordnet. Dieses letzte Gesetzeswerk des alten Reiches setzte Bestimmungen des Friedens von Luneville um und leitete das Ende des alten Reiches ein. Unter Druck Napoléons gründete sich 1806 der Rheinbund, dies geschah mit dem gleichzeitigen Reichsaustritt der Mitgliedsterritorien. Dies führte am 6. August 1806 zur Niederlegung der Reichskrone, womit das alte Reich aufhörte zu bestehen.
Am 14. August 1806 erhob Napoleon die Landgrafschaft Hessen-Darmstadt, gegen den Beitritt zum Rheinbund und Stellung hoher Militärkontingente an Frankreich, zum Großherzogtum, andernfalls drohte er mit Invasion.
Durch die Rheinbundakte wurde die Grafschaft Erbach mediatisiert und zum größten Teil in das neu gegründete Großherzogtum Hessen eingegliedert, dazu gehörte auch das „Amt Schönberg“. Das Amt blieb vorerst als standesherrschaftliches Amt erhalten.
Bereits am 9. Dezember 1803 wurde durch eine Ausführungsverordnung das Gerichtswesen in der Landgrafschaft Hessen-Darmstadt neu organisiert. Für das Fürstentum Starkenburg wurde das „Hofgericht Darmstadt“ als Gericht der zweiten Instanz eingerichtet. Die Rechtsprechung der ersten Instanz wurde durch die Ämter bzw. Standesherren vorgenommen. Das Hofgericht war für normale bürgerliche Streitsachen Gericht der zweiten Instanz, für standesherrliche Familienrechtssachen und Kriminalfälle die erste Instanz. Übergeordnet war das Oberappellationsgericht Darmstadt. Damit hatten die Zente und die mit ihnen verbundenen Zentgerichte endgültig ihre Funktion eingebüßt. Die Bestimmungen galten auch im 1806 gegründeten Großherzogtum Hessen.
Die Historisch-topographisch-statistische Beschreibung des Fürstenthums Lorsch, oder Kirchengeschichte des Oberrheingaues berichtet 1812 aus katholischer Sicht über Zell, als Filiale der Pfarrei Bensheim:

„Das Gräflich Erbachische Dorf Zell ist, ohnerachtet seine Einwohner sich zur lutherischen Religion bekennen, noch wirklich ein Filial von Bensheim, und müssen die Einwohner ihre Kinder in der Pfarrkirch daselbst taufen, sich daselbst kopuliren, und ihre Todte auf dasigem Kirchhofe begraben lassen. Schon im 12. Jahrhundert hatte dieser Ort seine eigene Kirche welche Billing von Lindenfels erbauet und dem Kloster Lorsch sammt Zugehör schenkte mit dem Beding, daß alle Woche dreimal Gottesdienst in dieser Kirche sollte gehalten werden. Als nach eingeführter Reformation in der Grafschaft Erbach und an der Bergstraße, besonders aber nach wiedereingeführter katholischer Religion im Oberamte Starkenburg die Einwohner von Zell, sich des Pfarrechts zu Bensheim entziehen wollten, so suchte der Pfarrer von Bensheim solches Recht auf alle mögliche Art zu behaupten. Zu diesem Ende wurde im Jahr 1653 eine Prozession von Bensheim aus in die Kapelle zu Zell, und zwar auf Peter und Paul geführt, in derselben Amt und Predigt gehalten, und diese Prozession und Pfarrandacht auch in der Folge alle Jahr ordentlich gehalten. Die alte Kapelle ist zwar seitdem ganz zerfallen, es wird aber noch immer die Prozessien dahin geführt und die Predigt auf dem Platz der Kapelle gehalten“

Nach der endgültigen Niederlage Napoléons regelte der Wiener Kongress 1814/15 auch die territorialen Verhältnisse für Hessen und die Zugehörigkeit der Grafschaft Erbach zum „Fürstentum Starkenburg“ des Großherzogtums Hessen bestätigt. Daraufhin wurden 1816 im Großherzogtum Provinzen gebildet und dabei das vorher als „Fürstentum Starkenburg“ bezeichnete Gebiet in „Provinz Starkenburg“ umbenannt. Im Jahr 1814 wurde die Leibeigenschaft im Großherzogtum aufgehoben und es erhielt mit der am 17. Dezember 1820 eingeführten Verfassung des Großherzogtums Hessen eine konstitutionelle Monarchie, in der der Großherzog aber noch große Machtbefugnisse hatte. Die noch bestehenden standesherrlichen Rechte wie Niedere Gerichtsbarkeit, Zehnten, Grundzinsen und andere Gefälle blieben aber noch bis 1848 bestehen.
1821/22 wurden im Rahmen einer umfassenden Verwaltungsreform die Amtsvogteien in den Provinzen Starkenburg und Oberhessen des Großherzogtums aufgelöst und Landratsbezirke eingeführt, wobei 1822 das Amt Schönberg dem Landratsbezirk Lindenfels zugeteilt wurde. Im Rahmen dieser Reform wurden auch Landgerichte geschaffen, die jetzt unabhängig von der Verwaltung waren. Die Landgerichtsbezirke entsprachen in ihrem Umfang den Landratsbezirken, und für den Landratsbezirk Lindenfels war das Landgericht Fürth als Gericht erster Instanz zuständig. Für das Amt Schönberg wurde die Niedere Gerichtsbarkeit im Namen der Standesherren durch den Landrat ausgeübt. Erst 1826 gingen alle Funktionen des ehemaligen standesherrschaftlichen Amts Schönberg an die Landesinstitutionen über. Diese Reform ordnete auch die Administrative Verwaltung auf Gemeindeebene, wobei Zell eine eigene Bürgermeisterei erhielt.
Die Statistisch-topographisch-historische Beschreibung des Großherzogthums Hessen berichtet 1829 über Zell:

„Zell (L. Bez.) Lindenfels, luth. Filialdorf; Cella; liegt 3 St. von Lindenfels, 1⁄2 St. von Bensheim und gehört dem Grafen von Erbach-Schönberg. Der Ort besteht aus 72 Häusern, und hat 554 Einw. die außer 69 Kath., 1 Reform. und 20 Juden lutherisch sind. Hier wächst ein gesuchter Wein. − Die Kirche war an das Kloster Lorsch gekommen. Zell kam 1806 unter Hess. Hoheit.“

1832 wurden die Verwaltungseinheiten weiter vergrößert und es wurden Kreise geschaffen. Nach der am 20. August 1832 bekanntgegebenen Neugliederung sollte es in Süd-Starkenburg künftig nur noch die Kreise Bensheim und Lindenfels geben; der Landratsbezirk von Heppenheim sollte in den Kreis Bensheim fallen. Noch vor dem Inkrafttreten der Verordnung zum 15. Oktober 1832 wurde diese aber dahingehend revidiert, dass statt des Kreises Lindenfels neben dem Kreis Bensheim der Kreis Heppenheim als zweiter Kreis gebildet wurde, zu dem jetzt Zell gehörte. Mit der Grossherzoglichen Regierungsverordnung Nr. 37 vom 31. Dezember 1839 wurde mit Wirkung zum 15. Januar 1940 Gronau dem Kreis Bensheim zugeschlagen. Darin wurde weitere Orte des Zeller- und Schönberger-Tals vom Kreis Heppenheim getrennt und dem Kreis Bensheim angegliedert.
Ab 1839 wurde die Nibelungenstraße von Bensheim ins Lautertal bis Lindenfels ausgebaut und damit ein wichtiger Betrag zur Verbesserung der Infrastruktur des vorderen Odenwaldes geschaffen. Eine weitere Verbesserung wurde durch die Eröffnung der Main-Neckar-Bahn 1846 erreicht, die Bensheim zunächst mit Langen, Darmstadt und Heppenheim verband und wenig später bis Frankfurt, Heidelberg und Mannheim reichte. 1842 wurde das Steuersystem im Großherzogtum reformiert und der Zehnte und die Grundrenten (Einnahmen aus Grundbesitz) wurden durch ein Steuersystem ersetzt, wie es in den Grundzügen heute noch existiert.
Im Neuestes und gründlichstes alphabetisches Lexicon der sämmtlichen Ortschaften der deutschen Bundesstaaten von 1845 bis 1848 finden sich folgender Eintrag:

„Zell b. Bensheim. – Dorf mit lutherischer Filialkirche von Gronau. – 78 H. 279 E. (incl. 69 Katholiken und 20 Juden). – Großherzogth. Hessen. – Provinz Starkenburg. – Kreis Bensheim. – Landgericht Zwingenberg. – Hofgericht Darmstadt. – Das Dorf Zell (Cella), zur Standesherrschaft des Grafen von Erbach-Schönberg gehörig, ist im J. 1806 der großherzogl. hessischen Souveränität unterworfen worden. Zu dem Dorfe gehören außer der Bordmühle noch 2 Mahl- u. 1 Oelmühle. In der Gemarkung wachst ein guter Wein.“

Infolge der Märzrevolution 1848 wurden mit dem „Gesetz über die Verhältnisse der Standesherren und adeligen Gerichtsherren“ vom 15. April 1848 die standesherrlichen Sonderrechte endgültig aufgehoben. Darüber hinaus wurden in den Provinzen die Kreise und die Landratsbezirke des Großherzogtums am 31. Juli 1848 abgeschafft und durch „Regierungsbezirke“ ersetzt, wobei die bisherigen Kreise Bensheim und Heppenheim zum Regierungsbezirk Heppenheim vereinigt wurden. Dies wurde jedoch bereits am 12. Mai 1852 wieder rückgängig gemacht und Zell wurde wieder dem Kreis Bensheim zugeordnet.
Die im Dezember 1852 aufgenommenen Bevölkerungs- und Katasterlisten ergaben für Zell: Lutherisches Filialdorf mit 523 Einwohnern. Dazu gehört die Bordmühle. Die Gemarkung besteht aus 1462 Morgen, davon 751 Morgen Ackerland, 75 Morgen Wiesen, 182 Morgen Weiden und 397 Morgen Wald.
In den Statistiken des Großherzogtums Hessen werden, bezogen auf Dezember 1867, für das Filialdorf Zell eigener Bürgermeisterei, 81 Häuser, 545 Einwohnern, der Kreis Bensheim, das Landgericht Zwingenberg, die evangelische Pfarrei Gronau mit dem Dekanat in Lindenfels und die katholische Pfarrei Bensheim des Dekanats Bensheim, angegeben. Zur Gemarkung gehörte außerdem die Bord-Mühle (1 Haus, 9 Einw.). Das zuständige Steuerkommissariat ist Zwingenberg der Destriktseinnehmerei Bensheim und Obereinnehmerei Bensheim. Die Dominalienverwaltung besteht aus dem Rentamt Lindenfels, dem Forstamt Lorsch mit der Oberförsterei Heppenheim.
1870 provozierte der preußische Ministerpräsident Otto von Bismarck durch die sogenannte Emser Depesche den Deutsch-Französischen Krieg, in dem das Großherzogtum Hessen als Mitglied des Norddeutschen Bundes an der Seite Preußens teilnahm. Noch vor dessen offiziellen Ende am 10. Mai 1871 traten die süddeutschen Staaten dem Norddeutschen Bund bei und am 1. Januar 1871 trat dessen neue Verfassung in Kraft, mit der er sich nun Deutsches Reich nannte. Auf deutscher Seite forderte dieser Krieg ca. 41.000 Tote.
Im Jahr 1869 wurde die Eröffnung der Nibelungenbahn von Worms über Lorsch nach Bensheim gefeiert, wo sie Anschluss an die bereits 1846 fertiggestellte Bahnstrecke Frankfurt am Main–Heidelberg hatte. Für das Jahr 1900 waren weitere Infrastrukturverbesserungen zu vermelden. So wurde bei Worms sowohl die Ernst-Ludwig-Brücke für den Straßenverkehr, als auch die Eisenbahnbrücke über den Rhein dem Verkehr übergeben. Dass die Zeiten aber auch von viel Armut geprägt waren, zeigen die Zahlen der Auswanderer. So wurden von 1881 bis 1900 529.875 deutsche Auswanderer gezählt. Am 1. Januar 1900 trat im ganzen deutschen Reich das Bürgerliche Gesetzbuch in Kraft.

#### Zeit der Weltkriege
Am 1. August 1914 brach der Erste Weltkrieg aus, der im ganzen Deutschen Reich der positiven wirtschaftlichen Entwicklung ein Ende setzte. Als nach der deutschen Niederlage am 11. November 1918 der Waffenstillstand unterschrieben wurde, hatte auch Gronau viele Gefallene zu beklagen, während der Krieg insgesamt rund 17 Millionen Menschenopfer kostete. Das Ende des Deutschen Kaiserreiches war damit besiegelt, und die unruhigen Zeiten der Weimarer Republik folgten. In der Zeit von 1921 bis 1930 wurden in Deutschland 566.500 Auswanderer gezählt, die versuchten, den schwierigen Verhältnissen in Deutschland zu entfliehen.
Am 28. April 1928 wurde die Bergstraße von einem katastrophalen Unwetter getroffen, niemand in dem betroffenen Gebiet konnte sich an ähnliches erinnern. „Bensheim, Auerbach, Zell, das Ried und vor allem Zwingenberg boten ein Bild der Verwüstung“. Gewittersturm und Hagel vernichteten die Hoffnung auf eine Ernte und Wassermassen wälzten sich von den Hängen der Bergstraße in die betroffenen Orte. „In Zell sollen Häuser eingestürzt, in Bensheim einige Fabriken – wie Euler – stark in Mitleidenschaft gezogen worden sein“; hieß es.
Am 30. Januar 1933 wurde Adolf Hitler Reichskanzler, was das Ende der Weimarer Republik und den Beginn der Nationalsozialistischen Diktatur bedeutete. Im November 1938 brachte die sogenannte Reichskristallnacht den jüdischen Mitbürgern Not und Elend. Die jüdischen Einwohner von Zell gehörten zur jüdischen Gemeinde Bensheim, deren Synagoge an diesem Tag durch SS-Leute niedergebrannt wurde.
Die hessischen Provinzen Starkenburg, Rheinhessen und Oberhessen wurden 1937 nach der 1936 erfolgten Auflösung der Provinzial- und Kreistage aufgehoben. Zum 1. November 1938 trat dann eine umfassende Gebietsreform auf Kreisebene in Kraft. In der ehemaligen Provinz Starkenburg war der Kreis Bensheim besonders betroffen, da er aufgelöst und zum größten Teil dem Kreis Heppenheim zugeschlagen wurde. Der Kreis Heppenheim übernahm auch die Rechtsnachfolge des Kreises Bensheim und erhielt den neuen Namen Landkreis Bergstraße.
Seit dem 1. April 1939 gehört der Ort mit Auerbach und Schönberg zu Bensheim. Es ist einer der ältesten Stadtteile.
Am 1. September 1939 begann mit dem Einmarsch deutscher Truppen in Polen der Zweite Weltkrieg, der in seinen Auswirkungen noch weit dramatischer war als der Erste Weltkrieg und dessen Opferzahl auf 60 bis 70 Millionen Menschen geschätzt werden. In der Endphase des Zweiten Weltkrieges in Europa erreichen die amerikanischen Verbände Mitte März 1945 den Rhein zwischen Mainz und Mannheim. Am 22. März überquerte die 3. US-Armee bei Oppenheim den Rhein und besetzte am 25. März Darmstadt. In den ersten Stunden des 26. März 1945 überquerten amerikanische Einheiten bei Hamm und südlich von Worms den Rhein, von wo sie auf breiter Front gegen die Bergstraße vorrücken. Am 27. März standen die amerikanischen Truppen in Lorsch, Bensheim und Heppenheim und einen Tag später waren Aschaffenburg am Main sowie der westliche und nördliche Teil des Odenwaldes besetzt. Der Krieg in Europa endete mit der bedingungslosen Kapitulation aller deutschen Truppen, die am 8. Mai 1945 um 23:01 Uhr mitteleuropäischer Zeit in Kraft trat.
Das Großherzogtum Hessen war von 1815 bis 1866 ein Mitgliedsstaat des Deutschen Bundes und danach ein Bundesstaat des Deutschen Reiches. Es bestand bis 1919. Nach dem Ersten Weltkrieg wurde das Großherzogtum zum republikanisch verfassten Volksstaat Hessen. 1945 nach Ende des Zweiten Weltkriegs befand sich das Gebiet des heutigen Hessen in der amerikanischen Besatzungszone und durch Weisung der Militärregierung entstand Groß-Hessen, aus dem das Bundesland Hessen in seinen heutigen Grenzen hervorging.

#### Nachkriegszeit und Gegenwart
Seit 1968 besteht mit Manlay (Frankreich) eine Städtepartnerschaft. 1964 wurde in Zell das erste Dorfgemeinschaftshaus Bensheims gebaut. Dieses wurde 2006 abgerissen und durch einen Neubau ersetzt, der am 22. Juni 2007 im Rahmen der Zeller Woche feierlich eingeweiht wurde. Zell nimmt seit 2002 am Dorferneuerungsprogramm teil, das eine geplante Laufzeit bis 2011 hat.

### Gerichte in Hessen
Die erstinstanzliche Gerichtsbarkeit lag während der Zugehörigkeit zu Hessen bis 1822 beim standesherrlichen Amt Schönberg. 1822 kam es zu einer Übereinkunft zwischen dem Staat und dem Grafen von Erbach-Schönberg. Die Aufgaben der Verwaltung und der Rechtsprechung wurden getrennt. Die Verwaltung kam zum Landratsbezirk Lindenfels, für die Rechtsprechung wurde das Landgericht Schönberg eingerichtet. Diese relativ kleine Einheit hatte aber nur kurz Bestand und wurde 1826 dem Bezirk des Landgerichts Fürth zugeschlagen. Bereits 1839 wechselte die Zuständigkeit für Zell erneut: Gerichtlich kam es zum Landgericht Zwingenberg, verwaltungsseitig zum Kreis Bensheim.
Anlässlich der Einführung des Gerichtsverfassungsgesetzes mit Wirkung vom 1. Oktober 1879 wurden die bisherigen großherzoglich hessischen Landgerichte durch Amtsgerichte an gleicher Stelle ersetzt, während die neu geschaffenen Landgerichte als Obergerichte fungierten. Dadurch war nun das Amtsgericht Zwingenberg im Bezirk des Landgerichts Darmstadt zuständig. 1934 wurde das Amtsgericht Zwingenberg aufgelöst, die Aufgaben dem Amtsgericht Bensheim übertragen.

### Namensherkunft
Urkundlich erwähnt als Cilewardes 805 und als uicus Cella 1139. Weitere Erwähnungen: als Cello, in vico (1210–1220), als Cellen (1213, 1451), als Tzeln 1431 und als Zell 1530.
Bedeutung: 
- älterneuhochdeutsch:  zelle 'Zimmer im Kloster; kleines Kloster; Klosterbesitz'

### Verwaltungsgeschichte im Überblick
Die folgende Liste zeigt die Staaten und Verwaltungseinheiten, denen Zell angehört(e):
- vor 1717: Heiliges Römisches Reich, Grafschaft Erbach, Amt Schönberg
- ab 1717: Heiliges Römisches Reich, Grafschaft Erbach-Schönberg (Anteil an der Grafschaft Erbach), Amt Schönberg
- ab 1806: Großherzogtum Hessen,[Anm. 2] Fürstentum Starkenburg, Amt Schönberg (zur Standesherrschaft Erbach gehörig)
- ab 1815: Großherzogtum Hessen[Anm. 3], Provinz Starkenburg, Amt Schönberg (zur Standesherrschaft Erbach gehörig)
- ab 1821: Großherzogtum Hessen, Provinz Starkenburg, Landratsbezirk Lindenfels[Anm. 4]
- ab 1832: Großherzogtum Hessen, Provinz Starkenburg, Kreis Heppenheim
- ab 1840: Großherzogtum Hessen, Provinz Starkenburg, Kreis Bensheim
- ab 1848: Großherzogtum Hessen, Regierungsbezirk Heppenheim
- ab 1852: Großherzogtum Hessen, Provinz Starkenburg, Kreis Bensheim
- ab 1871: Deutsches Reich,[Anm. 5] Großherzogtum Hessen, Provinz Starkenburg, Kreis Bensheim
- ab 1918: Deutsches Reich, Volksstaat Hessen,[Anm. 6] Provinz Starkenburg, Kreis Bensheim
- ab 1938: Deutsches Reich, Volksstaat Hessen, Landkreis Bergstraße[29][Anm. 7]
- ab 1939: Deutsches Reich, Volksstaat Hessen, Landkreis Bergstraße, Stadt Bensheim[Anm. 8]

## Bevölkerung

### Einwohnerstruktur  2011
Nach den Erhebungen des Zensus 2011 lebten am Stichtag dem 9. Mai 2011 in Zell 954 Einwohner. Darunter waren 21 (2,2 %) Ausländer.
Nach dem Lebensalter waren 153 Einwohner unter 18 Jahren, 384 waren zwischen 18 und 49, 192 zwischen 50 und 64 und 228 Einwohner waren älter.
Die Einwohner lebten in 420 Haushalten. Davon waren 117 Singlehaushalte, 129 Paare ohne Kinder und 126 Paare mit Kindern, sowie 36 Alleinerziehende und 12 Wohngemeinschaften. In 102 Haushalten lebten ausschließlich Senioren und in 255 Haushaltungen leben keine Senioren.

### Einwohnerentwicklung
- 1717: 40 Centmänner[23]
- 1829: 554 Einwohner, 72 Häuser[10]
- 1867: 545 Einwohner, 81 Häuser[18]

| Zell: Einwohnerzahlen von 1829 bis 2023 | Zell: Einwohnerzahlen von 1829 bis 2023 | Zell: Einwohnerzahlen von 1829 bis 2023 | Zell: Einwohnerzahlen von 1829 bis 2023 | Zell: Einwohnerzahlen von 1829 bis 2023 |
| --- | --------------------------------------- | --------------------------------------- | --------------------------------------- | --------------------------------------- |
| Jahr |                                         |                                         |                                         | Einwohner                               |
| 1829 | 1829                                    |                                         | 554                                     | 554                                     |
| 1834 | 1834                                    |                                         | 544                                     | 544                                     |
| 1840 | 1840                                    |                                         | 586                                     | 586                                     |
| 1846 | 1846                                    |                                         | 582                                     | 582                                     |
| 1852 | 1852                                    |                                         | 530                                     | 530                                     |
| 1858 | 1858                                    |                                         | 559                                     | 559                                     |
| 1864 | 1864                                    |                                         | 550                                     | 550                                     |
| 1871 | 1871                                    |                                         | 542                                     | 542                                     |
| 1875 | 1875                                    |                                         | 589                                     | 589                                     |
| 1885 | 1885                                    |                                         | 577                                     | 577                                     |
| 1895 | 1895                                    |                                         | 581                                     | 581                                     |
| 1905 | 1905                                    |                                         | 596                                     | 596                                     |
| 1910 | 1910                                    |                                         | 615                                     | 615                                     |
| 1925 | 1925                                    |                                         | 612                                     | 612                                     |
| 1946 | 1946                                    |                                         | ?                                       | ?                                       |
| 1961 | 1961                                    |                                         | ?                                       | ?                                       |
| 1980 | 1980                                    |                                         | ?                                       | ?                                       |
| 2007 | 2007                                    |                                         | 959                                     | 959                                     |
| 2011 | 2011                                    |                                         | 954                                     | 954                                     |
| 2015 | 2015                                    |                                         | 923                                     | 923                                     |
| 2019 | 2019                                    |                                         | 924                                     | 924                                     |
| 2023 | 2023                                    |                                         | 922                                     | 922                                     |
| Datenquelle: Historisches Gemeindeverzeichnis für Hessen: Die Bevölkerung der Gemeinden 1834 bis 1967. Wiesbaden: Hessisches Statistisches Landesamt, 1968. Weitere Quellen: LAGIS; Stadt Bensheim; Zensus 2011 |                                         |                                         |                                         |                                         |

## Politik
Für Zell besteht ein Ortsbezirk (Gebiete der ehemaligen Gemeinde Zell) mit Ortsbeirat und Ortsvorsteher nach der Hessischen Gemeindeordnung.
Der Ortsbeirat besteht aus sieben Mitgliedern. Seit den Kommunalwahlen in Hessen 2021 gehören ihm sieben Mitglieder der „Freien Wählergemeinschaft Zell“ (FWG) an. Die Wahlbeteiligung zum Ortsbeirat betrug 65,24 %. Der Ortsbeirat wählte Hans-Peter Ott (FWG) zum Ortsvorsteher.

## Kultur und Sehenswürdigkeiten
- Zell hat sich auch heute noch viel vom Charakter eines Bauerndorfes bewahrt. Neben alten Bauernhöfen, Scheunen und Fachwerkhäusern, sind der an der Hauptstraße gelegene Meerbach und das Alte Rathaus die bedeutendsten Sehenswürdigkeiten Zells.

- Der Bismarckturm auf dem Hemsberg ist ein von der Sektion Bensheim des Odenwaldklubs 1902 errichtetes Bismarck-Denkmal. Der Turm wird als an Sonntagen bewirtschafteter Aussichtsturm und als Wandererheim genutzt.

- Zwei Lehrpfade gibt es in Zell. Es wird über die Entstehung von Hohlwegen informiert. Einige Hohlwege an der Bergstraße bestehen schon seit dem Mittelalter.

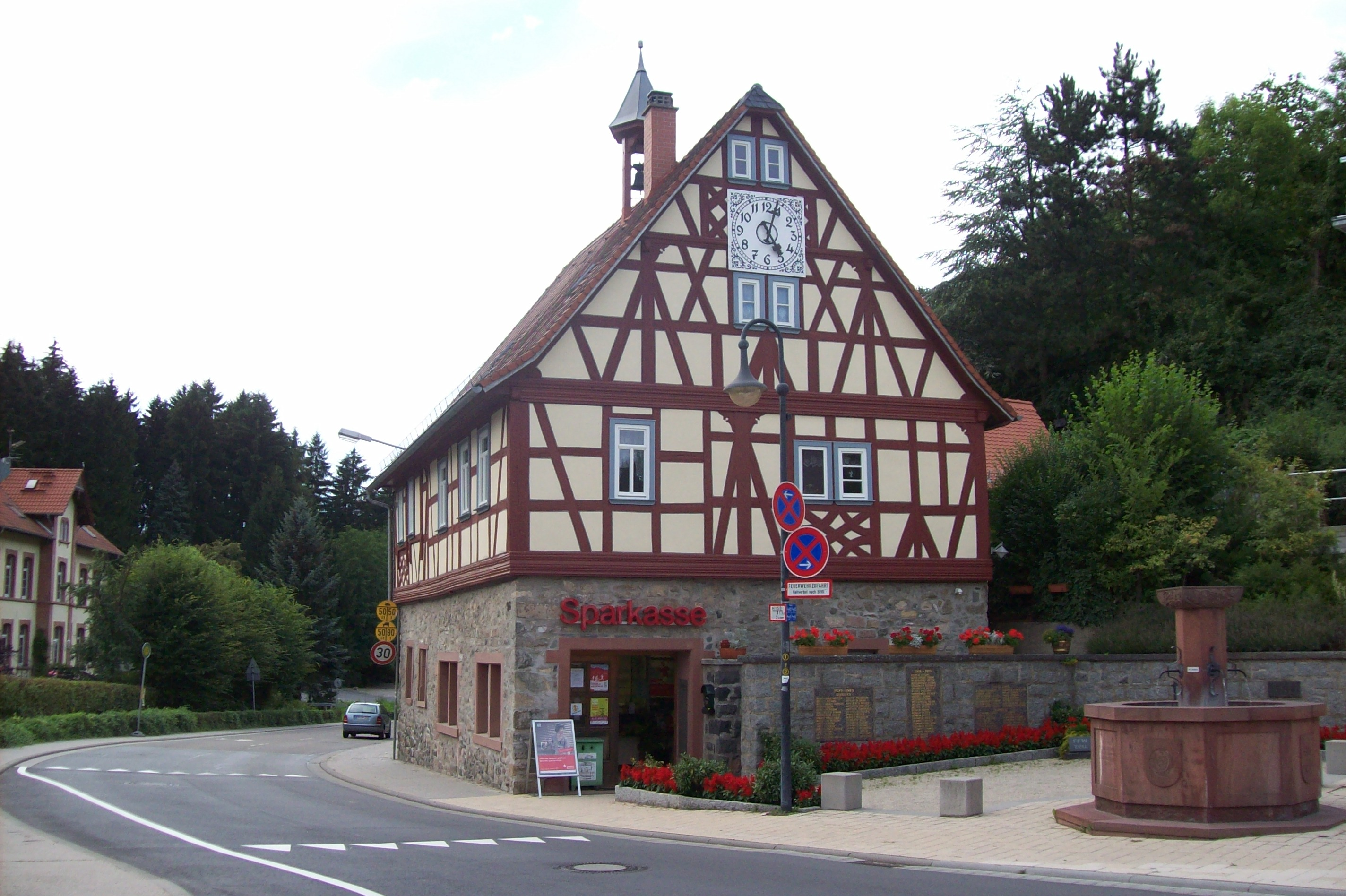
Das alte Schulhaus
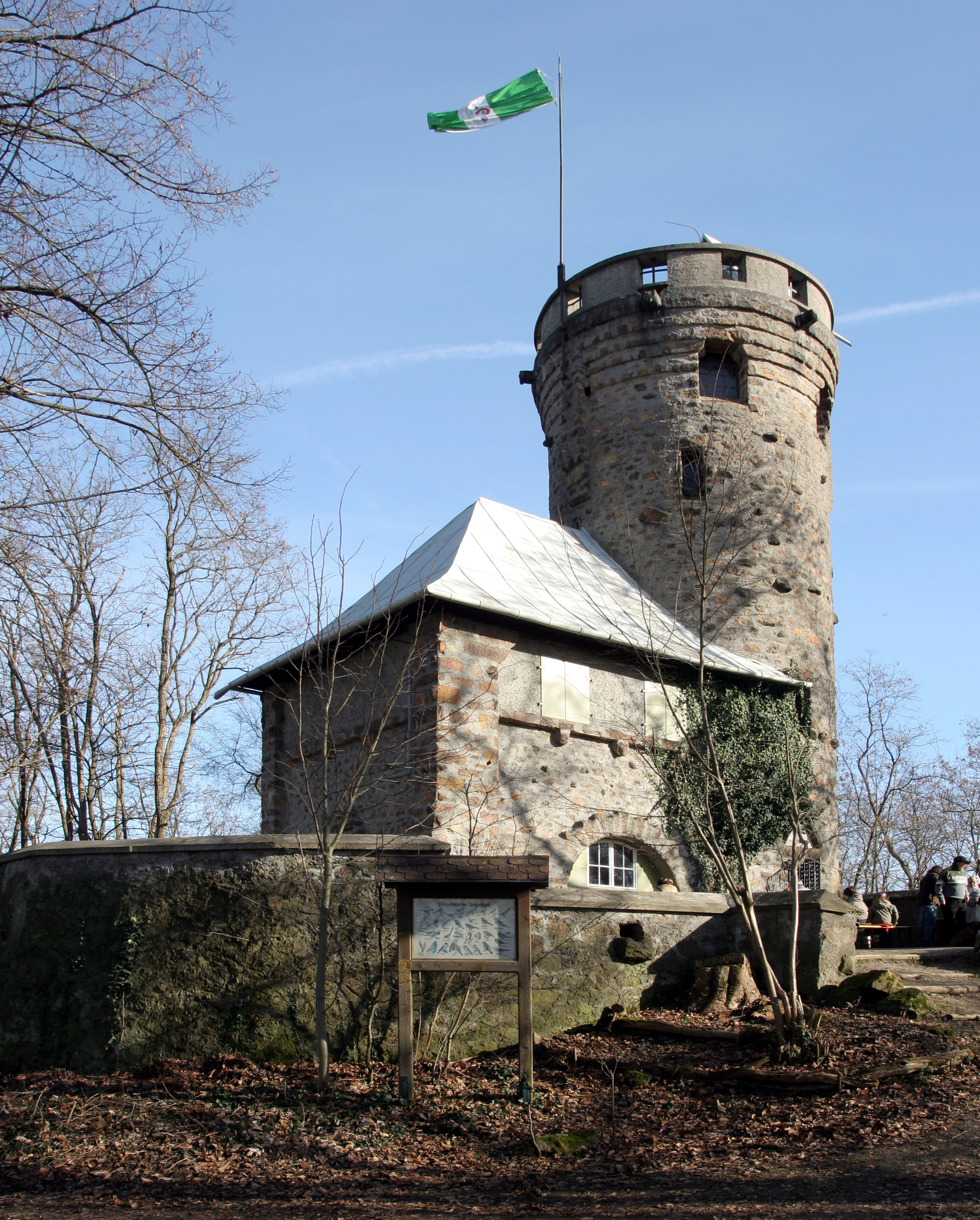
Bismarckturm auf dem Hemsberg
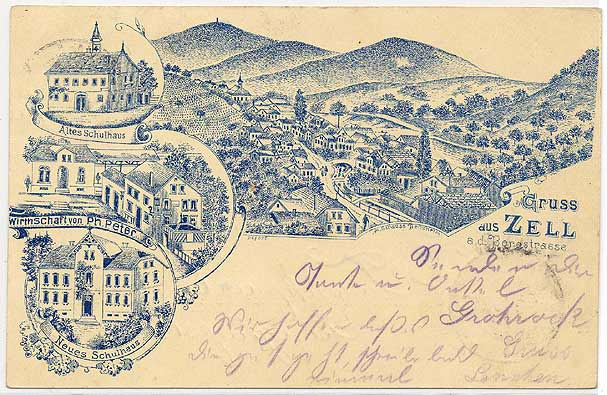
Alte Postkarte von Zell an der Bergstraße

## Religionsgemeinschaften
- Evangelische Kirchengemeinde Gronau/Zell, mit Kirche St. Anna in Gronau

## Persönlichkeiten
- Michael Meister MdB war von 1983 bis 1994 Ortsvorsteher in Zell.
- Nina Kaltwasser, Bergsträßer Weinkönigin 2023/2024